# Trzciana (Rzeszów)
Pour les articles homonymes, voir Trzciana (homonymie).
Trzciana est une localité polonaise de la gmina de Świlcza, située dans le powiat de Rzeszów en voïvodie des Basses-Carpates.